# Toboggan Gap
Toboggan Gap är ett bergspass i Antarktis. Det ligger i Östantarktis. Nya Zeeland gör anspråk på området. Toboggan Gap ligger 2 456 meter över havet.
Terrängen runt Toboggan Gap är varierad. Trakten är obefolkad. Det finns inga samhällen i närheten. 